# ハンター (護衛空母)
|           |                                         |
| 艦歴      |                                         |
| 発注:     |                                         |
| 起工:     | 1941年5月15日                           |
| 進水:     | 1942年5月22日                           |
| 就役:     | 1943年1月9日(USN) 1943年1月11日(RN)     |
| 退役:     | 1945年12月29日                          |
| 除籍:     | 1947年1月17日                           |
| その後:   | 1965年にスペインで廃棄                  |
| 性能諸元  |                                         |
| 排水量:   | 14,400 トン                             |
| 全長:     | 491 ft 6 in (150 m)                     |
| 全幅:     | 105 ft (32 m)                           |
| 吃水:     | 26 ft (7.9 m)                           |
| 機関:     | 蒸気タービン1軸推進、8,500shp           |
| 最大速:   | 18 ノット                               |
| 航続距離: |                                         |
| 兵員:     | 士官、兵員646名                         |
| 兵装:     | 4インチ砲2門、40mm機銃8基、20mm機銃20基 |
| 搭載機:   | 20                                      |

ブロック・アイランド(USS Block Island, AVG/ACV/CVE-8)は、アメリカ海軍の護衛空母。ボーグ級航空母艦の1隻。

## 艦歴
ブロック・アイランドは海事委任契約の下ミシシッピ州パスカグーラのインガルス造船所で1941年5月15日にモーマックペン(Mormacpenn)の艦名で起工する。1943年1月9日にアメリカ海軍に引き渡され、同日レンドリース法に基づきイギリス海軍に移管されトレイラー(Trailer)と改名される。1943年1月11日にハンター(HMS Hunter, D80)と改名され、イギリス海軍で就役した。
ハンターは1945年12月29日にアメリカに返還され、1947年1月17日に民間に売却、Almdijkと改名される。艦は1965年10月にスクラップとしてスペインで売却された。